# Romy Kermer
Romy Kermer, née le 28 juin 1956 à Karl-Marx-Stadt et mariée Österreich, est une patineuse artistique est-allemande.
Romy Kermer a commencé le patinage artistique à Karl-Marx-Stadt où son entraîneur était Irene Salzmann et son premier partenaire en couple Tassilo Thierbach. En 1972, elle est partie s'entraîner à Berlin-Est sous la direction de Heidemarie Steiner.
À Berlin, son partenaire était Rolf Österreich. Le couple Kermer/Österreich remporta la médaille d'argent aux Jeux olympiques d'hiver de 1976 à Innsbruck.
Romy Kermer et Rolf Österreich se sont mariés après leur carrière sportive. Romy Kermer est toujours active dans le monde du patinage artistique, elle entraîne ainsi le vice-champion d'Allemagne 2007, Philipp Tischendorf.

## Palmarès
Avec deux partenaires :
- Andreas Forner (1 saison : 1971-1972)
- Rolf Österreich (4 saisons : 1972-1976)

| Compétition                       | 1972    |  | 1973    | 1974    | 1975    | 1976    |  |  |  |  |  |  |  |  |
| Jeux olympiques d'hiver           |         |  |         |         |         | 2e      |  |  |  |  |  |  |  |  |
| Championnats du monde             |         |  | 5e      | 3e      | 2e      | 2e      |  |  |  |  |  |  |  |  |
| Championnats d’Europe             |         |  | 6e      | 2e      | 2e      | 2e      |  |  |  |  |  |  |  |  |
| Championnats d'Allemagne de l'Est |         |  | 1re     | 2e      | 1re     | 1re     |  |  |  |  |  |  |  |  |
|                                   |         |  |         |         |         |         |  |  |  |  |  |  |  |  |
| Autres compétitions               | 1971/72 |  | 1972/73 | 1973/74 | 1974/75 | 1975/76 |  |  |  |  |  |  |  |  |
| Moscou Skate                      | 6e      |  |         |         |         |         |  |  |  |  |  |  |  |  |
|                                   |         |  |         |         |         |         |  |  |  |  |  |  |  |  |